# DENSO KOBELCO SARD RC F
DENSO KOBELCO SARD RC F（デンソー・コベルコ・サード・アールシーエフ）は、2014年から2016年にSUPER GTに参戦していたレーシングカー。2016年度SUPER GT GT500クラスでのチャンピオン車両。

## 成績
| 年度   | マシン                  | ドライバー                                           | タイヤ | ランキング | ポイント                      |
| ------ | ----------------------- | ---------------------------------------------------- | ------ | ---------- | ----------------------------- |
| 2014年 | DENSO KOBELCO SARD RC F | 石浦宏明 オリバー・ジャービス                        | BS     | 13位       | 24pt                          |
| 2015年 | DENSO KOBELCO SARD RC F | 平手晃平 ヘイキ・コバライネン クリスチャン・クリエン | BS     | 13位       | 23pt                          |
| 2016年 | DENSO KOBELCO SARD RC F | ヘイキ・コバライネン 平手晃平                        | BS     | 1位        | 82pt ドライバーズチャンピオン |

## チャンピオンシーズン
2016年 (平成28年)LEXUS TEAM SARDの平手晃平、ヘイキ・コバライネンのコンビで参戦する。最終戦のツインリンクもてぎでは優勝でドライバーズ・チームズチャンピオンを獲得。SUPER GTの前身の全日本GT選手権の初年度から参戦しているLEXUS TEAM SARDにとっては22年目で悲願のシリーズチャンピオンを初獲得

## 車両
- 車両名：DENSO KOBELCO SARD RC F
- ベース車両：LEXUS RC F
- 車両形式：USC10
- 全長 x 全幅 x 全高：5,010 × 1,950 × 1,150mm
- 車両重量：1,020kg 以上
- ホイールベース：2,750mm
- トレッド（F/R）：1,950mm
- トランスミッション：6速シーケンシャル 後進1速
- クラッチ：クアドラブルカーボンプレート
- サスペンションF：ダブルウィッシュボーン プッシュロッド
- サスペンションR：ダブルウィッシュボーン プッシュロッド
- ブレーキF：ベンチレーティッドカーボンディスク 6ポッド
- ブレーキR：ベンチレーティッドカーボンディスク 4ポッド
- タイヤ：ブリヂストン
- タイヤF：300/680R18
- タイヤR：330/40R18
- ホイール：BBSジャパン
- ホイールF：18×12.0J
- ホイールR：18×13.0J

## エンジン
- エンジン形式：RI4AG
- エンジン仕様：水冷直列4気筒 直噴 シングルターボ
- 排気量：2,000cc
- ボア×ストローク：-
- リストリクター：燃料流量制限　95kg/h
- 最高出力：550PS 以上
- 最大トルク：-
- オイル：MOTUL

## チーム
- チーム名 - LEXUS TEAM SARD
- チームオーナー - 加藤眞
- 監督 - 野田英樹
- ドライバー - ヘイキ・コバライネン、平手晃平
- エントラント代表 - 才木祐二
- チーフエンジニア - 田中耕太郎
- チームマネージャー - 宮本真明
- チーフメカニック - 二宮真二
- メカニック - 平野巧、松岡佑太
- 営業本部長 - 近藤尚史
- スポンサー営業担当 - 高橋佑太
- 営業担当 - 楊偉佳、澤口フェルナンド、古旗駿平、太田雅巳、今泉淳
- デザイナー - 野村栄太朗
- アシスタントマネージャー - 北山紗衣
- レースクイーン -西村いちか（KOBELCO GIRLS）、三城千咲（KOBELCO GIRLS）、水瀬きい（SARDイメージガール）
- メインスポンサー - デンソー、KOBELCO
- スポンサー - MAGNA STEYR、MOTUL、株式会社進和、鬼頭工業株式会社、株式会社豊田自動織機